# Strzelanina w Heath High School
Strzelanina w Heath High School – strzelanina szkolna, która miała miejsce 1 grudnia 1997 roku w szkole średniej Heath High School w miejscowości West Paducah w amerykańskim stanie Kentucky. W strzelaninie zginęły trzy uczennice, a pięciu innych uczniów zostało rannych.

## Przebieg
Sprawca, uczeń szkoły, wtargnął przed godziną 7:40 do budynku szkoły uzbrojony w pistolet, strzelbę i karabin, po czym wszedł do klasy, gdzie przed zajęciami kilku uczniów uczestniczyło w kółku modlitewnym (lekcji religii), wyjął pistolet i oddał strzały do uczniów. Zabił trzy uczennice – 14-letnią Nicole Hadley, 17-letnią Jessicę James i 15-letnią Kayce Steger. Po ataku nastolatek wyrzucił pistolet, rozpłakał się i powiedział do jednego z uczniów, żeby go zabił, a także że nie może uwierzyć w to, że dokonał ataku. Po chwili na miejsce zdarzenia przybyła policja, która aresztowała sprawcę.

## Sprawca
Sprawcą ataku był 14-letni Michael Adam Carneal (ur. 1 czerwca 1983), który był uczniem szkoły. Nastolatek cierpiał na silną schizofrenię paranoidalną, często miał ataki paniki i przywidzenia, a także mówił nierealne rzeczy i nieprawidłowo odbierał niektóre interakcje społeczne. Po ataku Carneala na jego komputerze znaleziono szereg kontrowersyjnych, brutalnych i obscenicznych materiałów, m.in. filmy pornograficzne przedstawiające gwałty, a także znane z brutalności filmy Urodzeni mordercy oraz The Basketball Diaries oraz najbardziej kontrowersyjne z utworów grupy muzycznej Marilyn Manson. Wzbudziło to szeroką dyskusję w USA na temat wpływu przemocy w filmach, grach i utworach na młodzież; dyskusja ta ożywiła się ponownie po słynnej masakrze w Columbine High School z 20 kwietnia 1999 roku.